# 金奉才
金 奉才（キム・ボンジェ、朝鮮語: 김봉재、1910年11月29日 - 1990年1月14日）は、日本統治時代の朝鮮および大韓民国の実業家、政治家。独学で実業家になった人物で、第2・5代韓国国会議員。
本貫は金海金氏。号は海巌または海菴（ヘアム、해암）。

## 経歴
日本統治時代の慶尚南道昌原郡（現・昌原市）出身。昌原金融組合長などを経て、光復後は全財産を投じて、1947年に三鎮中高等学校を設立し校主を務めた。1949年からは海東学園理事長、馬山海山株式会社会長、中小企業中央会会長、海南硝子工業株式会社社長、自由党中央政策委員、大韓酒精協会会長、大韓酒類協会理事長、大韓毛紡織協会理事長、第5代国会民議院商工委員会委員長を歴任した。1955年に大韓琉璃工業株式会社代表理事、1960年に韓国生産性本部会長、1962年に大韓琉璃工業株式会社社長、1966年に経営人倶楽部会長・全国経済人連合会理事、1969年に企協会長兼中小企業通報社長・中小企業協同組合中央会会長、1971年に科学技術振興財団理事・韓国開発金融株式会社監事、1973年に韓米経済協議会顧問、1974年に新韓奨学会理事・経済改革審議会委員・正修職業訓練院理事・大韓赤十字社中央委員、1975年に中小企業振興財団理事長、1977年に機械工業専門業体協議会会長・韓国人間開発院理事、1978年に第5次中小企業国際会議全体会議議長、1979年に国際連合韓国協会理事・健全生活中央協議会執行委員長、1980年に長期信用銀行監事・韓国精神文化研究院理事・憲法改正審議会委員・経済計画審議会委員、1988年に第2代憲政委員会会長を歴任したほか、培材財団監査、民主共和党中央常任委員、大韓反共青年団副団長、大韓琉璃会長、大原精機会長も務めた。

## 賞勲
金塔産業勲章（1976年）、世界中小企業有功指導者賞ウォルフド賞（1980年）、国民勲章無窮花章（1980年）。

## エピソード
第2代国会では国民防衛軍事件、重石ドル事件の時に野党の猛将として政府を猛批判した。その後はしばらく院内自由党に参加したが、釜山政治波動を経て無所属に戻ってからは選挙区で李龍範一派との熾烈な選挙戦を繰り広げた。
中小企業協同組合中央会会長を1969年から1980年まで務めており、韓国の中小企業の発展と中小企業経営者の社会的地位の向上に大きな貢献をした。